# Baby-Baby-Baby
«Baby-Baby-Baby» es una canción del grupo TLC. Es el segundo sencillo del álbum debut del grupo, Ooooooohhh... On the TLC Tip (1992), y su segundo éxito consecutivo en top 10. Fue la canción más exitosa del álbum, alcanzando la segunda posición en Billboard Hot 100 y ocupando la primera posición en el Billboard Hot R&B/Hip-Hop Songs, dándoles al grupo su primer número uno en esa lista.

## Antecedentes y trivia
"Baby-Baby-Baby" fue escrita y producida por Babyface, L.A. Reid y Daryl Simmons. La canción cuenta con la integrante del grupo Tionne "T-Boz" Watkins como vocalista principal, junto a Rozonda "Chilli" Thomas cantando un verso. Es la primera canción en no contener un rap de la también integrante Lisa "Left Eye" Lopes, quien a su vez grabó un verso para la versión remix. 
"Baby-Baby-Baby" fue usada por el rapero Bow Wow para su canción "You Can Get It All". La canción de Bow Wow fue producida por Jermaine Dupri, quien también aparece en el video de "Baby-Baby-Baby".

## Recepción comercial
La canción "End of the Road" de Boyz II Men impidió que "Baby-Baby-Baby" ocupara el primer lugar en el Billboard Hot 100 de EE. UU., Y ocupó el segundo lugar durante seis semanas consecutivas del 15 de agosto al 19 de septiembre de 1992.
"Baby-Baby-Baby" terminó en la posición número cinco en el Billboard Year-End Hot 100 Singles of 1992, y fue certificada como Platino por la Recording Industry Association of America en 1992.

## Listados de la pista

### Listas semanales
| Listas (1992–1993)                     | Mejor posición |
| -------------------------------------- | -------------- |
| Australia (ARIA)                       | 95             |
| Canadá (RPM Top Singles)               | 13             |
| Reino Unido (UK Singles Chart)         | 55             |
| UK Music Week Dance Singles            | 44             |
| Estados Unidos (Billboard Hot 100)     | 2              |
| US Hot Dance Singles Sales (Billboard) | 19             |
| Estados Unidos (Hot R&B/Hip-Hop Songs) | 1              |
| Estados Unidos (Mainstream Top 40)     | 9              |
| Estados Unidos (Rhythmic)              | 2              |

### Listas de fin de año
| Chart (1992)                         | Position |
| ------------------------------------ | -------- |
| US Billboard Hot 100                 | 5        |
| US Hot R&B/Hip-Hop Songs (Billboard) | 7        |

### Listas de fin de década
| Lista (1990–1999)    | Posición |
| -------------------- | -------- |
| US Billboard Hot 100 | 80       |